# Mathías Cubero
Mathías Cubero, vollständiger Name Jonathan Mathías Cubero Rieta (* 15. Januar 1994 in Montevideo) ist ein uruguayischer Fußballspieler.

## Karriere

### Verein
Der nach Angaben seines Vereins 1,84 Meter große Torhüter durchlief seit 2008 die Jugendmannschaften Cerros. Mindestens seit der Saison 2010/11 gehörte er dem Kader des uruguayischen Erstligisten an, für den er in der Apertura 2010 ein Spiel in der Primera División bestritt. In der Clausura 2013 konnte er in der Partie am 3. März 2013 gegen den Liverpool FC sodann seinen zweiten Ligaeinsatz verbuchen. In der Spielzeit 2013/14 lief er dreimal in der Primera División auf. In der Saison 2014/15 wurde er in neun Erstligaspielen eingesetzt. Ende September 2015 wechselte er zum Zweitligisten Club Atlético Torque. In der Zweitligaspielzeit 2015/16 bestritt er 18 Ligapartien.

### Nationalmannschaft
Cubero debütierte am 12. Januar 2009 unter Trainer Fabián Coito in der U-15-Auswahl Uruguays in der Partie gegen Paraguay. Im selben Jahr nahm er an der in Bolivien ausgetragenen U-15-Südamerikameisterschaft teil. Insgesamt bestritt er für die U-15 16 Spiele, in denen er 21-mal vom Gegner bezwungen wurde. Das erste seiner 30 U-17-Länderspiele (22 Gegentreffer) absolvierte er am 23. Juni 2010 gegen Chile im Rahmen des Torneo Diario La Voz del Interior. Coito war auch hier der Trainer. Bei der Südamerikameisterschaft in Ecuador und an der Weltmeisterschaft in Mexiko in dieser Altersklasse gehörte er jeweils 2011 auch zum uruguayischen Aufgebot. Mit der Celeste wurde er dort Vize-Südamerikameister und Vize-Weltmeister. Er absolvierte bei der Weltmeisterschaft sieben Spiele und wurde im Nachgang im Januar 2012 von der FIFA zum besten Torhüter des Turniers gekürt. Auch war er Teil des Aufgebots bei den Panamerikanischen Spielen 2011. Dort gewann er mit Uruguay die Bronzemedaille. Am 5. Oktober 2011 hatte Cubero in dieser uruguayischen U-22-Auswahl im Spiel gegen die argentinische U-20-Nationalmannschaft debütiert. Insgesamt sind zwei Einsätze für das seinerzeit von Juan Verzeri betreute Panamerika-Team (U-22) für ihn notiert. Cubero gehörte im Vorfeld der Olympischen Sommerspiele 2012 zum von Nationaltrainer Óscar Tabárez aufgestellten erweiterten Kader der U-23. Letztlich wurde er allerdings nicht nominiert. In der U-20-Auswahl Uruguays feierte er am 8. Juni 2012 im Spiel gegen die USA sein Debüt. Für die ebenfalls von Verzeri trainierte U-20 Uruguays stand er unter anderem auch 30. Juni 2012 bei der Begegnung gegen die chilenische Auswahl im Tor der U-20. Ebenso kam er beim Spiel gegen Athletico Paranaense Ende Dezember 2012 zum Einsatz. Anfang 2013 zählte Cubero zum seitens des uruguayischen U-20-Nationaltrainers bekanntgegebenen, nominierten Aufgebot für die U-20-Fußball-Südamerikameisterschaft 2013 in Argentinien. Im Verlaufe des Turniers wurde er zweimal eingesetzt. Im Juli 2013 wurde er sodann bei der U-20-Fußball-Weltmeisterschaft 2013 in der Türkei Vize-Weltmeister mit Uruguay. Insgesamt hat Cubero bislang (Stand: 5. Juli 2013) 13 U-20-Länderspiele (16 Gegentreffer) absolviert.

### Erfolge
- U-20-Vize-Weltmeister 2013
- U-17-Vize-Weltmeister 2011
- U-17-Vize-Südamerikameister 2011
- Bronzemedaille bei den Panamerikanischen Spielen 2011